# USS Titania (AKA-13)
Pour les autres navires du même nom, voir USS Titania.
L'USS Titania (AK-13) est un amphibious cargo ship Type C2 de classe Arcturus (en) de la Marine des États-Unis lancé en 1942.